# Minin-Schären
Die Minin-Schären (russisch Шхеры Минина, wiss. Transliteration Šchery Minina) sind ein unbewohnter Archipel aus zahlreichen kleineren Inseln vor der Chariton-Laptew-Küste im westlichen Teil der Taimyrhalbinsel. Sie gehören administrativ zum Taimyrski Dolgano-Nenezki Rajon der russischen Region Krasnojarsk. Namensgeber ist Fjodor Minin (1709–1765), der 1738–1741 während der Großen Nordischen Expedition die Küste der Taimyrhalbinsel westlich der Pjassinamündung kartierte.

## Geographie
Der Archipel liegt in der südlichen Karasee zwischen der Insel Dikson und der Michailow-Halbinsel. Er umfasst Inselgruppen und einzelne Inseln. Viele der Inseln haben eine unregelmäßige, stark zerklüftete Gestalt, die in der Geomorphologie als Schären bezeichnet werden. Die mit etwa 255 km² flächenmäßig größte und mit bis zu 102 m auch die höchste ist die Kolossow-Insel. Sie ist 26 km lang und bis zu 11 km breit.
Die wichtigsten zu den Minin-Schären gehörenden Inselgruppen und Inseln sind:
- die Kamennyje Ostrowa (Wostotschny Kamenny, Sapadny Kamenny, Rastorgujew-Insel, Morschowo),
- die Plawnikowyje Ostrowa (Peszowy, Krugly, Podkowa, Kosterin-Insel, Baranow-Insel, Sewerny Plawnikowy),
- die Kjellman-Inseln (Oleni, Zirkul, Dlini, Diabasowy, Mysowoi, Ploski u. a.),
- die Golzman-Inseln,
- die Kolossow-Insel, die Popow-Tschuktschin-Insel, die Ragosinski-Insel, die Inseln Torosowy, Nerpitschi, Sweroboi u. a.

Die Kanäle zwischen den Inseln gelten für die Seefahrt als gefährlich, da sie noch nicht vollständig auf Untiefen untersucht wurden. Zur Sicherung des Schiffsverkehrs sind die Inseln Baranow, Wardroper, Oleni, Diabasovy und Popow-Tschuktschin befeuert.

## Geschichte
Fjodor Minin leitete von 1738 bis 1741 die Kartierungsarbeiten der Großen Nordischen Expedition östlich der Mündung des Jenissei. Der östlichste Punkt, den er erreichte, war die Mündung der Pjassina. Er entdeckte die südlichsten der Minin-Schären und nannte sie Kamennyje Ostrowa („Steininseln“). Über 100 Jahre später landete Adolf Erik Nordenskiöld bei der erstmaligen Durchfahrt durch die Nordostpassage am 11. August 1878 auf einer Insel, die er als „Minin-Insel“ bezeichnete. Nach der angegebenen Lage (74° 51′ Nord; 85° 3′ Ost) muss es sich um eine der zu den Minin-Schären gehörenden Kjellman-Inseln gehandelt haben, die auch 1893 von Fridtjof Nansens Fram-Expedition aufgesucht wurden. Nansen benannte die größte dieser Inseln nach den dort lebenden Tieren als „Rentierinsel“ (russisch Oleni Ostrow).
Der Name Minin-Schären für den gesamten Archipel geht auf Eduard von Toll zurück. Während er die Inselgruppe mit seinem Schiff Sarja durchquerte und viele geographische Orte benannte, lief das Schiff dreimal auf Grund. 1901 wurde die Rastorgujew-Insel benannt, 1906 die Plawnikowyje Ostrowa. Viele heutige Namen wurden von sowjetischen Expeditionen vergeben, die die Inseln zwischen 1933 und 1937 kartierten.
In den 1930er Jahren wurden auf der Popow-Tschuktschin-Insel Objekte gefunden, die eindeutig der seit 1912 verschollenen Expedition Wladimir Russanows zugeordnet werden konnten.

## Naturschutz
Teile der Minin-Schären – die Plawnikowyje Ostrowa und die Insel Sweroboi – gehören zum Großen Arktischen Schutzgebiet.